# Shock Value
Albums de Timbaland
Under Construction, Part II
(2003) Remix and Soundtrack Collection
(2008)
Shock Value est le deuxième album studio de Timbaland, sorti en 2007. L'album sort en France le 2 avril 2007. Une première réédition sortira le 20 août 2007, incluant The Way I Are (French Version), en featuring Tyssem. Enfin, le 19 novembre 2007, une deuxième réédition sortira avec un disque bonus contenant des remixes et des clips vidéos, le titre avec tyssem. Cette version inédite de l'album est exclusive à la France.
L'album s'est classé 5e au Billboard 200 avec 138 000 copies vendues aux États-Unis, 10e au Royaume-Uni et 15e en France. Il a été certifié disque de platine par la Recording Industry Association of America (RIAA) le 6 décembre 2007 avec plus de 1,5 million de disques vendus.

## Singles
Le premier single est Give It to Me avec Nelly Furtado et Justin Timberlake, single qui s'est vendu à plus de 4,5 millions de copies. À noter ensuite la sortie du single promotionnel Throw On Me qui se classera 91° dans le classement. Le second single officiel est The Way I Are, avec une touche plus électronique, qui permettra de mettre en avant les deux artistes du label de Timabaland, à savoir Keri Hilson et D.O.E. À noter que pour la France, le titre comporte une version française avec Tyssem, afin de promouvoir le single dans l'hexagone, qui atteindra le no 1 des ventes durant l'été 2007 en single physique. Le troisième single sera le remix de timbaland, Apologize du groupe One Republic, qui lancera la carrière du groupe à l'international. Enfin le dernier titre assurant la promotion de l'album sera Scream, avec Nicole Scherzinger et de nouveau Keri Hilson.

## Liste des titres
| 1.  | Oh Timbaland                                                  | Tim Mosley, Tim Clayton, Nina Simone                                                                 | Timbaland                          | 3:31 |
| 2.  | Give It to Me (featuring Nelly Furtado & Justin Timberlake)   | Tim Mosley, Tim Clayton, Nate Hills, Nelly Furtado, Justin Timberlake                                | Timbaland, Danja                   | 3:54 |
| 3.  | Release (featuring Justin Timberlake)                         | Tim Mosley, Justin Timberlake, Craig Longmiles                                                       | Timbaland                          | 3:25 |
| 4.  | The Way I Are (featuring D.O.E. & Keri Hilson)                | Tim Mosley, Nate Hills, John Maultsby, Balewa Muhammad, Candice Nelson, Keri Hilson                  | Timbaland, Danja                   | 2:59 |
| 5.  | Bounce (featuring Justin Timberlake, Dr. Dre & Missy Elliott) | Tim Mosley, Justin Timberlake, Andre Young, Melissa Elliott                                          | Timbaland                          | 4:04 |
| 6.  | Come and Get Me (featuring 50 Cent & Tony Yayo)               | Tim Mosley, Tim Clayton, Curtis Jackson, Marvin Bernard                                              | Timbaland, Danja                   | 3:30 |
| 7.  | Kill Yourself (featuring Attitude & Sebastian)                | Tim Mosley, Tim Clayton, Garland Mosley                                                              | Timbaland                          | 4:06 |
| 8.  | Boardmeeting (featuring Magoo)                                | Tim Mosley, Nate Hills, Marvin Barcliff                                                              | Timbaland, Danja                   | 2:29 |
| 9.  | Fantasy (interprété par M$NEY)                                | Walter Millsap III, Candice Nelson, Lamar Van Sciver, Ericka Watson, Dwight Watson, Frank Greenfield | Walter Millsap III, Boss Beats     | 4:11 |
| 10. | Scream (featuring Keri Hilson & Nicole Scherzinger)           | Tim Mosley, Nate Hills, Keri Hilson                                                                  | Timbaland, Danja                   | 5:41 |
| 11. | Miscommunication (featuring Keri Hilson & Sebastian)          | Keri Hilson, Nate Hills, Garland Mosley                                                              | Danja                              | 3:18 |
| 12. | Bombay (featuring Amar & Jim Beanz)                           | Tim Mosley, Amarpreet Dhanjan, Jim Beanz                                                             | Timbaland                          | 2:55 |
| 13. | Throw It on Me (featuring The Hives)                          | Tim Mosley, Tim Clayton, Randy Fitzsimmons                                                           | Timbaland                          | 2:11 |
| 14. | Time (featuring She Wants Revenge)                            | Tim Mosley, Tim Clayton, Adam Bravin, Justin Warfield                                                | Timbaland                          | 3:57 |
| 15. | One and Only (featuring Fall Out Boy)                         | Tim Mosley, Hannon Lane, Pete Wentz, Patrick Stump                                                   | Timbaland, Hannon Lane             | 4:16 |
| 16. | Apologize (featuring OneRepublic)                             | Tim Mosley, Ryan Tedder                                                                              | Greg Wells, Ryan Tedder, Timbaland | 3:04 |
| 17. | 2 Man Show (featuring Elton John)                             | Tim Mosley, Nate Hills, Elton John, Walter Millsap III                                               | Timbaland, Elton John              | 4:25 |

| 18. | Hello (featuring Keri Hilson & Attitude)           | Tim Mosley, Tim Clayton, Keri Hilson                                               | Timbaland        | 4:36 |
| 19. | The Way I Are (Version Française featuring Tyssem) | Tim Mosley, Nate Hills, Keri Hilson, Balewa Muhammad, Candice Nelson, John, Tyssem | Timbaland, Danja | 3:23 |

| 18. | Hello (featuring Keri Hilson & Attitude)                              | Tim Mosley, Tim Clayton, Keri Hilson                                                | Timbaland            | 4:36 |
| 19. | Come Around (featuring M.I.A.)                                        | Tim Mosley, Tim Clayton, Maya Arulpragasam                                          | Timbaland, Jim Beanz | 3:57 |
| 20. | Give It To Me (Laugh At Em Remix featuring Jay-Z & Justin Timberlake) | Tim Mosley, Tim Clayton, Nate Hills, Nelly Furtado, Justin Timberlake, Shawn Carter | Timbaland, Danja     | 3:20 |

| 1. | Give It To Me (Laugh At Em Remix featuring Jay-Z & Justin Timberlake) | Tim Mosley, Tim Clayton, Nate Hills, Nelly Furtado, Justin Timberlake, Shawn Carter              | Timbaland, Danja     | 3:20 |
| 2. | The Way I Are (Nephew Remix)                                          | Tim Mosley, Nate Hills, John Maultsby, Balewa Muhammad, Candice Nelson, Keri Hilson              | Nephew               | 3:49 |
| 3. | The Way I Are (OneRepublic Remix)                                     | Tim Mosley, Nate Hills, John Maultsby, Balewa Muhammad, Candice Nelson, Keri Hilson, Ryan Tedder | Ryan Tedder          | 3:33 |
| 4. | The Way I Are (Jatin's Desi Remix)                                    | Tim Mosley, Nate Hills, John Maultsby, Balewa Muhammad, Candice Nelson, Keri Hilson              | Jatin Sharma         | 3:30 |
| 5. | Come Around (featuring M.I.A.)                                        | Tim Mosley, Nate Hills, John Maultsby, Balewa Muhammad, Candice Nelson, Keri Hilson              | Timbaland, Jim Beanz | 3:57 |
| 6. | Give It to Me (Video Director : Paul Coy Allen)                       | Tim Mosley, Tim Clayton, Nate Hills, Nelly Furtado, Justin Timberlake                            | Timbaland, Danja     | 3:59 |
| 7. | The Way I Are (Video Director : Shane Drake)                          | Tim Mosley, Nate Hills, John Maultsby, Balewa Muhammad, Candice Nelson, Keri Hilson              | Timbaland, Danja     | 3:33 |
| 8. | Throw It On Me (Video Director : Justin Francis, The Saline Project)  | Tim Mosley, Tim Clayton, Randy Fitzsimmons                                                       | Timbaland            | 2:47 |

## Samples
- Oh Timbaland contient un sample de Sinner Man de Nina Simone[3]
- Bounce contient des samples de Dirty Talk (European Connection) de Klein+& M.B.O., de 6 O'Clock DJ (Let's Rock) de Rose Royce et de Tour De France de Kraftwerk
- The Way I Are contient un sample de Push It de Salt-N-Pepa
- Boardmeeting contient des samples de The Breaks de Kurtis Blow et de Get Down on It de Kool and the Gang

## Classements
| Classements (2007–2008)                            | Meilleure position |
| -------------------------------------------------- | ------------------ |
| Australie (ARIA)                                   | 1                  |
| Autriche (Ö3 Austria Top 40)                       | 1                  |
| Belgique (Ultratop 50 Flandre)                     | 9                  |
| Belgique (Ultratop 40 Wallonie)                    | 20                 |
| Canada (Canadian Albums Chart)                     | 2                  |
| Danemark (Tracklisten)                             | 4                  |
| Finlande (Suomen virallinen lista)                 | 31                 |
| France (SNEP)                                      | 13                 |
| Allemagne (Media Control AG)                       | 5                  |
| Grèce (IFPI Greece)                                | 8                  |
| Hongrie (Mahasz)                                   | 21                 |
| Irlande (IRMA)                                     | 1                  |
| Italie (FIMI)                                      | 14                 |
| Japon (Oricon)                                     | 40                 |
| Pays-Bas (Mega Album Top 100)                      | 9                  |
| Nouvelle-Zélande (RIANZ)                           | 4                  |
| Norvège (VG-lista)                                 | 18                 |
| Pologne (ZPAV)                                     | 4                  |
| Suède (Sverigetopplistan)                          | 10                 |
| Suisse (Schweizer Hitparade)                       | 5                  |
| UK Albums Chart (Official Charts Company)          | 2                  |
| UK Hip Hop and R&B Chart (Official Charts Company) | 1                  |
| Billboard 200                                      | 5                  |
| Top R&B/Hip-Hop Albums (Billboard)                 | 3                  |

## Historique de sortie
| Pays        | Date             |
| ----------- | ---------------- |
| Royaume-Uni | 4 février 2007   |
| Allemagne   | 4 février 2007   |
| Japon       | 4 février 2007   |
| Italie      | 30 mars 2007     |
| Italie      | 30 mars 2007     |
| États-Unis  | 3 avril 2007     |
| France      | 3 avril 2007     |
| Canada      | 3 avril 2007     |
| Brésil      | 5 septembre 2007 |
| Espagne     | 6 novembre 2007  |